# Paronychia drummondii
Paronychia drummondii är en nejlikväxtart som beskrevs av John Torrey och Gray. Paronychia drummondii ingår i släktet prasselörter, och familjen nejlikväxter. Inga underarter finns listade i Catalogue of Life.